# 泰緬鉄道建設捕虜虐待事件
泰緬鉄道建設捕虜虐待事件（たいめんてつどうけんせつほりょぎゃくたいじけん）は、第二次世界大戦（太平洋戦争）中の1942年から1943年にかけて、タイ・イギリス領ビルマ（現：ミャンマー）間の鉄道建設予定地で、日本軍が、鉄道建設に従事した連合軍の捕虜やアジア人労働者多数を虐待し、死亡させた事件。

## 背景
1942年から1943年にかけて、タイ（泰）のノーンプラードゥックから ビルマ（緬甸）のタムビザヤ間約415kmで、日本軍は、ビルマに対する陸上補給路を確保して泰緬両国間の交易交通路を開拓し、ビルマ経由の援蒋ルートを遮断し、インパール作戦を成功させるため、軍用鉄道（泰緬鉄道）を建設した。泰緬鉄道は1942年7月に着工し、翌1943年10月に完成した。

## 事件
泰緬鉄道の建設にあたり、険しい山岳地帯でありコレラなど伝染病の多発地帯でもあるタイ・ビルマ国境で、日本軍は、アジア人労働者や連合軍の捕虜を、難所の工事の早期完成のため、組織的に供出させたり、大量動員したりした。動員数は、アジア人労働者が約20万人 - 30万人、連合軍の捕虜約6万2千人 - 6万5千人とされる。
泰緬鉄道の建設期間中に、約1万6千人の連合軍の捕虜が、飢餓と疾病と虐待のために死亡した。
| 国             | 人数   | 死亡者数 | 死亡率 |
| -------------- | ------ | -------- | ------ |
| イギリス       | 30,131 | 6,904    | 23%    |
| オランダ       | 17,990 | 2,782    | 15%    |
| オーストラリア | 13,004 | 2,802    | 22%    |
| アメリカ合衆国 | 686    | 131      | 19%    |
| 総数           | 61,811 | 12,621   | 20%    |

アジア人労働者の死亡数は、裁判で争われていないため明確ではないが、約4万人 - 7万人と推定されている。

## 裁判
戦後、捕虜虐待の責任と、軍作戦のための鉄道建設に捕虜を使用したという戦争法規違反により、日本軍の泰緬鉄道および泰俘虜収容所の関係者多数が起訴され、イギリス軍およびオーストラリア軍のBC級戦犯裁判に付された。

### 首脳部5人の裁判
関連する裁判の中で、南方総軍野戦鉄道司令官ら泰緬鉄道建設の首脳部5人に対する裁判が、注目を集めた。
1946年10月21日に開廷したイギリス軍シンガポール裁判で、陸軍の、南方総軍野戦鉄道司令官・石田栄熊中将、泰俘虜収容所の所長・中村鎮雄大佐および同収容所の第1,2,4分所長3人の計5人が、鉄道建設に使役した連合国軍俘虜の多数を死亡させ、肉体的な苦痛を与えたことなどにより、ハーグ陸戦法規や ジュネーブ俘虜条約違反に問われた。
裁判の中で検察側は、俘虜収容所関係者に対しては「食糧・医薬品が不足していたこと」や「病弱者も作業に就かせたこと」を責め、鉄道部隊に関しては「作業が苛酷であったこと」を追及したが、それぞれの責任の限界を明白にすることはできなかった。
弁護側は、俘虜を使用しての工事の決定・計画は大本営が決めたことで現地部隊は決定に関与していないこと、鉄道建設使役者の健康に対して適切な注意と保護ができなかったのは、雨季が例年より早く到来して交通が途絶し、コレラが突発的に発生したためで、医薬品や食糧の欠乏も故意に行ったわけではないこと、また全体的に不足していたのであって、捕虜に対して差別的な扱いをしたわけではないことを主張した。
俘虜の総数や死亡者数の事実関係については、日本側が使用総数を5万人、死亡者数を10,672人と申告し、英軍側は米国俘虜の証言として英・米・蘭の俘虜総数6万4千人、1944年10月までの死者は1万7千人であり、本裁判の対象外となっているマレー俘虜収容所の指揮下にあったF隊とH隊の俘虜総数9,950人、死亡者数3,938人を除くと俘虜総数は約5万4千人、1944年10月までの死亡者数は約13,400人であるとしており、両者の主張に大きな差はなかった。
1946年12月3日に判決が下され、鉄道関係の石田司令官は禁錮10年、俘虜収容所関係の中村所長は絞首刑、第2分所長は禁錮10年、第1分所長は禁錮10年を宣告された。石田司令官については、工事完成後に病死した俘虜・収容者のための慰霊碑を建立し、慰霊式典を行ったことが情状酌量されたとみられている。

### F隊事件
最も奥地で建設にあたったF隊では、約7千人の連合軍の捕虜のうち3千人余が死亡し、イギリス軍シンガポール裁判で収容所と鉄道隊から7人が起訴され4人に死刑が宣告された。しかし、被告人が捕虜の死を引き起こしたことも残虐行為に加わったことも十分に立証されておらず、高い死亡率の原因は被告人たちの責任範囲外の要因によるとして、確認の結果2人が終身刑、2人が禁錮15年に減刑された。

### 蜂須賀事件
シンガポールでは主に泰緬における戦争犯罪が問われたためか、蜂須賀邦彦ら24人が裁かれたのは泰緬関係だと混同する研究もある（例えば吉川利治　325頁）。
しかし、蜂須賀らが裁かれたのは43年5月にキンサイヨークに開設（9月カンチャナブリに移動、12月閉鎖）され、3千人の捕虜を鉄9第4大隊に配属した馬来俘虜収容所第5分所（いわゆる「蜂須賀分所」）の行いではない。
蜂須賀らが問われたのは44年7月から45年6月にかけ、スマトラ島パレンバンの馬来俘虜収容所第二分所（馬2）における捕虜虐待であり、被告の一人で刑死する張水業（小林寅雄）については207人の捕虜をペカンバルの馬1に移動させ、そこでスマトラ横断鉄道建設に使役した際の罪だった。
パレンバンやペカンバルでの戦争犯罪がなぜ、シンガポールのイギリス管轄のBC級戦争裁判で問われたのか、その経緯は不明。

### 愛の像
東京駅駅前広場の南側に立つブロンズ製の男性像は「愛の像」と呼ばれ、泰緬鉄道などで戦争犯罪を問われ、刑死した者たちの遺書や辞世の句などを収めた遺稿集『世紀の遺書』）の売上をもとに建立された。この像は時の日展参事、横江嘉純が趣旨に賛同し作成した。台座に刻まれる「愛」の字は元大正大学教授で巣鴨プリズンの教誨師を務めた田島隆純の筆。その下にはギリシャ語で「愛餐」を意味する「αγάπη」(アガペー)と書かれている。序幕は第一次世界大戦の停戦記念日、1955年11月11日11時に行われた。

### 余録
泰緬鉄道建設に関する事件で有罪となった被告人には泰俘虜収容所の関係者が多かった。泰俘虜収容所関係者に厳しく、初代収容所長の中村鎮雄大佐、二代目所長の佐々木誠少将とも、死刑を宣告された。
鉄道兵では鉄道第5連隊第6中隊の阿部宏中尉と第9連隊第7中隊の弘田栄治大尉が死刑判決を受け阿部は有期刑に減刑されたが、弘田はチャンギで刑死した。鉄9第3中隊の樽本重治少尉は終身刑の判決を受け、チャンギ、オートラムと巣鴨で11年余り服役した。
泰緬鉄道建設に関連する裁判では、「下級者に重く、司令官に軽い」という傾向があるとして、英国本国でも問題視された。
戦犯裁判は、連合軍の俘虜の虐待・虐待致死についての裁判であり、アジア人労働者の虐待に対する裁判はどこの国によっても行われていないとされることもあるが、以下のように、現地人「苦力」虐待が罪に問われたケースもある。
シンガポール戦犯法廷ではクラ地峡横断鉄道建設に関連し、錦城班の亀井嘉作が苦力虐待の罪に問われ2年の実刑判決を受けた。またスマトラのメダン法廷ではスマトラ横断鉄道に関連し「蘭印人」苦力に対する非道な取り扱いの責任が広く追求された。